# Afraflacilla
Rafalus es un género de arañas araneomorfas de la familia Salticidae. Se encuentra en  África, Oriente Medio, Europa y Australia. 

## Lista de especies
Según The World Spider Catalog 12.5::
- Afraflacilla antineae (Denis, 1954)
- Afraflacilla asorotica (Simon, 1890)
- Afraflacilla bamakoi Berland & Millot, 1941
- Afraflacilla berlandi Denis, 1955
- Afraflacilla courti Zabka, 1993
- Afraflacilla epiblemoides (Chyzer, 1891)
- Afraflacilla grayorum Zabka, 1993
- Afraflacilla gunbar Zabka & Gray, 2002
- Afraflacilla huntorum Zabka, 1993
- Afraflacilla millidgei Zabka & Gray, 2002
- Afraflacilla risbeci Berland & Millot, 1941
- Afraflacilla scenica Denis, 1955
- Afraflacilla similis Berland & Millot, 1941
- Afraflacilla stridulator Zabka, 1993
- Afraflacilla vestjensi Zabka, 1993
- Afraflacilla wadis (Prószyński, 1989)
- Afraflacilla yeni Zabka, 1993